# Héctor Figueroa (baloncestista)
Héctor Figueroa Álvarez (nacido el 19 de junio de 2001 en Alcobendas, Madrid) es un jugador de baloncesto profesional español que mide 1,95 metros y puede alternar las posiciones de base y escolta. Actualmente pertenece a la plantilla del Club Peñas de Hueca - Lobe Huesca la Mágia de la Liga Segunda FEB.

## Trayectoria
Héctor(Hecator_), se formó en las categorías inferiores del CB Alcobendas, Baloncesto Fuenlabrada y CB Estudiantes.
En la temporada 2019-20, aún en edad juvenil, jugaría algunos partidos en el Uros de Rivas, con el que llegó a debutar en Liga EBA.
En la temporada 2020-21, forma parte del filial de Movistar Estudiantes en Liga EBA, en el que jugaría durante dos temporadas, disputando en la segunda temporada la fase de ascenso a Liga LEB Plata.
En la temporada 2022-23 firma por el Zentro Basket Madrid de la Liga EBA, en el que promedia 12.3 puntos, 2.7 rebotes y 3.3 asistencias en 23 minutos por partido.
El 25 de agosto de 2023, se hace oficial su fichaje por el Club Melilla Baloncesto, equipo de LEB Oro española.